# Quartier général (centre d'art contemporain)
 (juillet 2019).
Pour les articles homonymes, voir Quartier général (homonymie).
Quartier général (abrégé QG) est un centre d’art contemporain situé à La Chaux-de-Fonds en Suisse.

## Origines
L’association Quartier général est créée en 2013 sous l’impulsion de Corinna Weiss, Julie Houriet Salomon, Pascal Bühler, François Henry, Damien Modolo et Yvonne Tissot. Son but est de valoriser la vie culturelle chaux-de-fonnière, de soutenir la création artistique suisse et internationale ainsi que de défendre le principe d’un art pour tous. Ce projet se concrétise lorsque le conseil communal de la Ville de La Chaux-de-Fonds lui alloue l’écrin historique des anciens abattoirs en 2015 pour y créer un centre d’art contemporain. De nombreux artistes et acteurs du monde culturel suisse, tels que les artistes Christian Gonzenbach, Augustin Rebetez et François Burland, le directeur de La Maison d’Ailleurs à Yverdon-les-Bains, Marc Atallah, la conservatrice du Musée des Beaux-Arts de La Chaux-de-Fonds, Lada Umstätter ou encore l'École d’arts appliqués (EAA) de La Chaux-de-Fonds comptent parmi les parrains de Quartier général.
L’association Quartier général a été reconnue d’utilité publique en 2016.
Depuis 2017, elle est membre du forum culture, association fédératrice des actrices et acteurs culturels du Jura bernois, du canton du Jura et de Bienne.
Quartier général est dirigé par Corinna Weiss depuis son ouverture[Quand ?].

## Programmation
Quartier général propose de quatre à huit expositions par années ainsi que plusieurs événements pluridisciplinaires (tels que des conférences ou des concerts) qui témoignent d'un engagement envers la diversité et l’accessibilité des arts. Le lieu accueille chaque année l’exposition des 100 meilleures affiches de Suisse (de), d’Allemagne et d’Autriche à l’automne et les travaux de fin d’étude des élèves de l’Ecole d’arts appliqués de La Chaux-de-Fonds au début de l’été. Depuis 2016, Quartier général organise également un marché de Noël, appelé Super Marché, dont l’intention est de permettre à des artistes et designers suisses et internationaux de proposer leurs travaux à la vente.

## Bâtiment
Quartier général est installé dans l’ancienne halle d’abattage des porcs et l’ancienne triperie des abattoirs de la Chaux-de-Fonds. Le bâtiment, datant de 1906, a été conçu par l’architecte allemand Gustav Albert Uhlmann qui s’est notamment illustré par la construction des abattoirs de Mannheim.

## Expositions

### 2019
- 17 mai – 23 juin : -0 (Moins Zéro)
- 15 mars – 28 avril : Dany Petermann

### 2018
- 9 novembre – 2 décembre : Kunstkammer (collection Eric Loth /P2M Consulting)
- 13 – 23 septembre : 100 beste Plakate
- 17 août – 14 octobre : Picudas (Aline Paley et Alex Troesch)
- 18 mai – 17 juin : My Colorful Life (Pierre Keller)
- 22 – 27 mars : QG X Fichtre (au Baselworld)
- 16 mars = 1er avril : Casting Jesus (Christian Jankowski (en))
- 9 février – 11 mars : Exhibition Privée

### 2017
- 3 novembre – 9 décembre : Post-Apocalyptic Holidays (Yannick Lambelet)
- 18 – 22 octobre : Ready-Made
- 18 août – 22 octobre : Da Silva (Paulo Arraiano, Gerson Bettencourt Ferreira, Nelson Garrido, Marco Godinho, Jérémy Pajeanc et Maria Trabulo)
- 8 – 22 juin : Platformat
- 1er – 30 juin : From the World, With Love (Claude Baechtold, Christian Lutz, Aline Paley & Alex Troesch, Cyril Porchet, Laurence Rasti et Augustin Rebetez)
- 18 mai – 4 juin : The International Summit of cheap Laser Graphics
- 24 mars – 21 juin : Other Side // Sarajevo 100, 1914-2014
- 24 mars – 2 avril : A Blank Map
- 3 février – 5 mars : Jonathan Delachaux / Sophie Guyot

### 2016
- 8 – 18 septembre : 100 beste Plakate
- 19 août – 27 novembre : Pan (Florence Aellen, Léo Dorfner, Chloé Julien, Lucie Kohler, Monique Kuffer, Myriam Mechita, Michael Rampa, Denis Roueche, Lionel Sabatté et Julien Salaud)
- 28 mai – 19 juin : Snowpark (Philippe Fragnière)
- 25 mai – 5 juin : From..., With Love
- 11 – 22 mai : Kids are King (Dany Petermann)
- 22 avril – 19 juin : From La Chaux-de-Fonds, With Love Edition II (Les frères Décosterd, Bastien Schmid, Maude Schneider, Prune Simon-Vermot et Tenko)
- 22 avril – 8 mai : Transphère
- 19 février – 10 avril : Hotel City

### 2015
- 7 – 11 octobre : 100 beste Plakate
- 21 août – 6 décembre : Haut les Masques ! (Romain Bernini, Mathieu Boisadan, Damien Cadio, Alain Della Negra et Kaori Kinoshita, A.J. Fosik, Namsa Leuba, Thomas Lévy-Lasne, David Ortsman, Axel Pahlavi et Polixeni Papapetrou)
- 21 mai – 5 juillet : Monsieur l'Ordinateur (Lukas Beyeler, Scorpion Dagger, Jorgie Delaigle, Luc Gut, Marco Nicolas Heinzen, Jon Jacobsen, Yannick Lambelet, Mandril et Sébastien Mettraux)
- 20 février – 30 avril : Atomik Magik Circus (François Burland, Nadja Kilchhofer, Romain Mader)

## Publications
Quartier général a édité en 2018 From NE with Love, un dictionnaire illustré des artistes visuels vivants du canton de Neuchâtel. En 2019, le centre d'art a mis en ligne un site web reprenant le format de cette publication. Géré par les artistes et modifiable, il permet à ces derniers de mettre à jour leur page et d’annoncer leurs expositions actuelles et futures.
- 2017 : Post-Apocalyptic Holidays, catalogue d'exposition.
- 2017 : Da Silva, catalogue d'exposition.
- 2016 : Hotel City, catalogue d'exposition.
- 2016 : Pan, catalogue d'exposition.
- 2015 : Haut Les masques !, catalogue d'exposition.
- 2015 : Monsieur l’Ordinateur, catalogue d'exposition.